# Daraya - Bechnine
Daraya - Bechnine è un  comune (municipalité) del Libano situato nel distretto di Zgharta, governatorato del Nord Libano.